# Ян II из Михаловиц
Ян II из Михаловиц или Ян Славный из Михаловиц (чеш. Jan II. z Michalovic, Jan Správný z Michalovic; ум. 1354 году) — средневековый чешский аристократ из панского рода панов из Михаловиц, заседатель Чешского земского суда, участник крестового похода короля Яна Люксембургского в Пруссию и Литву, а также феодальной «войны роз» в Чехии в 1351—1354 годах. Основатель чешских городов Млада-Болеслав и Уштек.

## Происхождение
Ян Славный из Михаловиц был сыном пана Бенеша Верного из Михаловиц. Если исходить из того, что женой Бенеша была Йоганка из Рожмберка, дочь могущественного пана Йиндржиха I из Рожмберка, вероятно, она и была матерью Яна II, его брата Йиндржиха, унаследовавшего впоследствии панство Велешин, и их сестры Анежки, выданной замуж за Бочека III из Пернека. Если же исходить из данных о том, что Йоганка из Рожмберка была супругой Яна I из Михаловиц, то Яну II из Михаловиц она могла приходиться бабушкой (матерью Бенеша Верного); в этом случае имя матери Яна II остаётся неизвестным. Последнее письменное упоминание об отце Яна датируется 10 июня 1322 года, а в документе, датированном 24 ноября 1327 года в качестве владельца Михаловицкого панства значится уже Ян из Михаловиц.

## Управление имениями

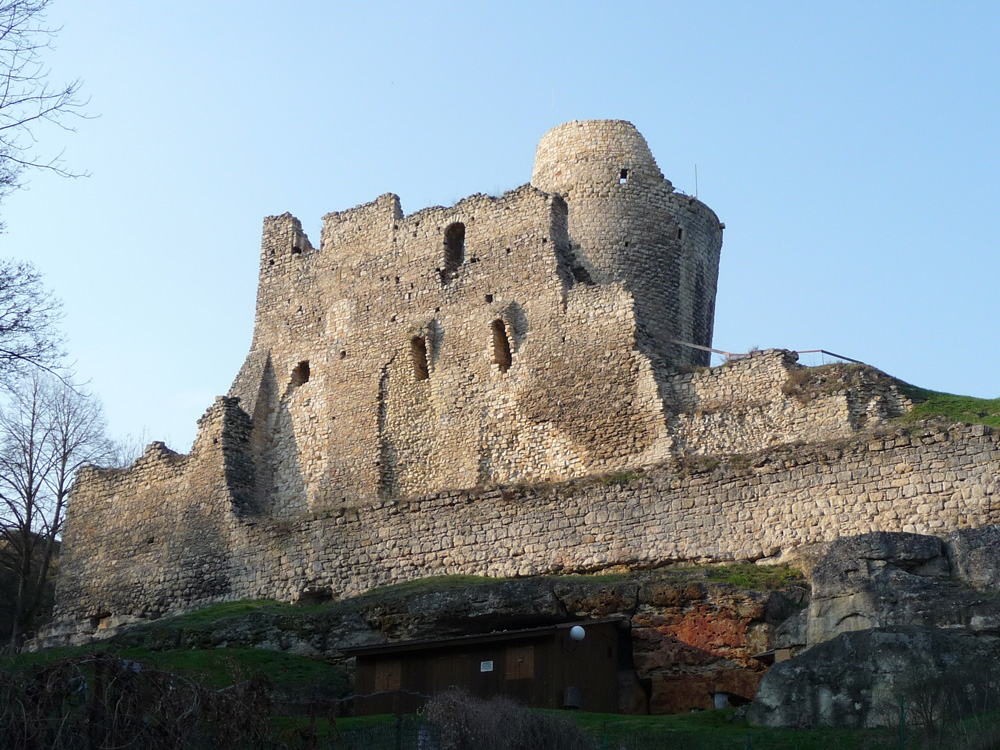
Руины замка Михаловице

После смерти Бенеша Верного Ян унаследовал большинство родовых панств — Михаловице, Брандис-над-Лабем, Остри и Уштек. Его брат Йиндржих получил Велешинское панство. Вскоре после этого Ян из Михаловиц вместе с Вилемом I из Ландштейна, Петром I из Рожмберка, Гинеком II Беркой из Дубы и другими виднейшими панами королевства стал поручителем в отношении суммы в 40 тысяч марок серебра, которую король Ян Люксембургский обязался выплатить герцогу Каринтии Генриху VI в случае заключения брака между чешским королевичем Яном Йиндржихом и дочерью герцога Маргаритой. 24 февраля 1334 года пан Ян из Михаловиц основал город Млада-Болеслав рядом с одноимённым королевским замком, который Ян II получил во владение вместе с местной таможней, а вскоре после этого в том же году основал город Уштек по образцу Млада-Болеслав. Позднее Ян из Михаловиц принял участие в крестовом походе Яна Люксембургского против язычников пруссов и литовцев. Вернувшись в Чехию, Ян стал заседателем Высочайшего земского суда. Многократно выступал свидетелем в различных грамотах короля Яна Люксембургского и его сына Карла.
В 1351 году Ян II из Михаловиц вместе со своим родственником паном Йоштом I из Рожмберка выступил на стороне пана Йиндржиха II из Градца, начавшего пограничную феодальную войну со своими австрийскими соседями Эберхардом III фон Вальзее-Линцем, Генрихом фон Вальзее и Альбрехтом фон Буххаймом из-за спора о приграничных лесах. Против Йиндржиха из Градца как нарушителя земского мира выступил с войском высочайший бургграф королевства Вилем I из Ландштейна. Начавшийся конфликт получил в чешской историографии название «война роз» (на манер одноимённой войны в Англии) — против «серебряной розы» Ландштейнов сражались «червлёная роза» Рожмберков и «золотая роза» панов из Градца. В следующем году в конфликт вмешался сам король Карл Люксембургский, который силой заставил стороны прекратить военные действия и явиться в специально учреждённый мировой суд. В то же время умер брат Яна Йиндржих из Велешина и Ян взял опеку над его четырьмя несовершеннолетними детьми. В 1353 году король Карл отправился в Германию и «война роз» разгорелась вновь: Йиндржих из Градца продолжил бои с Вилемом из Ландштейна на моравской границе, а Йошт из Рожмберка и Ян из Михаловиц сражались против вальзейцев на австрийской границе. Окончательно война была прекращена в следующем году вернувшимся в Чехию королём. Летом 1354 года Ян из Михаловиц умер до того как его сын и наследник Петр I из Михаловиц достиг совершеннолетия.

## Описание герба
Ян II из Михаловиц первоначально использовал традиционный герб рода Марквартовичей — червлёный щит с шагающим львом, изображённый, в частности, на его печати 1339 года. Позднее он впервые изобразил на своей печати, датированной 1345 годом, новый геральдический символ — рассечённый (вертикально разделённый на два равных поля) серебряно-чернёный геральдический щит.

## Семья
Ян II из Михаловиц был женат дважды. Первая его жена Тимка, неизвестного происхождения, умерла в 1340 году. Вторая жена Маруша или Кунка (Кунигунда) (ум. в 1363 году), также неизвестного происхождения, стала матерью его сына Петра (ум. в 1368 году). После смерти Яна II из Михаловиц опеку над его несовершеннолетним сыном и управление его обширными владениями приняли паны из Рожмберка.